# Cerro Itapalluni
Cerro Itapalluni är ett berg i Bolivia.   Det ligger i departementet La Paz, i den centrala delen av landet, 300 km nordväst om huvudstaden Sucre. Toppen på Cerro Itapalluni är 5 030 meter över havet, eller 36 meter över den omgivande terrängen. Bredden vid basen är 0,99 km.
Terrängen runt Cerro Itapalluni är huvudsakligen kuperad, men västerut är den bergig. Runt Cerro Itapalluni är det glesbefolkat, med 11 invånare per kvadratkilometer.. Närmaste större samhälle är Quime, 19,7 km öster om Cerro Itapalluni.
Trakten runt Cerro Itapalluni består i huvudsak av gräsmarker.